# Difusão ambipolar
Difusão ambipolar é a difusão de partículas positivas e negativas em um plasma a uma mesma taxa devido a uma interação através do campo elétrico. É intimamente relacionada ao conceito de quase neutralidade.
Na maioria dos plasmas as forças atuando sobre os íons são diferentes daquelas atuando sobre os elétrons, ingenuamente se esperaria que uma espécie fosse ser transportada mais rapidamente que a outro, seja por difusão ou convecção ou algum outro processo. Se tal transporte diferencial tem uma divergência, então resultará numa alteração na densidade de carga, que em troca criará um campo elétrico que irá alterar o transporte de uma ou duas espécies de tal forma que se tornem iguais.
O exemplo mais simples é um plasma localizado em um vácuo não magnetizado. (Ver fusão em confinamento inercial.) Tanto elétrons quanto íons irá fluir para o exterior com suas respectivas velocidades térmicas. Se os íons são relativamente frios, sua velocidade térmica será pequena. A velocidade térmica dos elétrons irá ser alta devido a sua alta temperatura e pequena massa: {\displaystyle v_{e}\approx {\sqrt {k_{B}T_{e}/m_{e}}}}. Como os elétrons deixam o volume inicial, deixarão para trás uma densidade de íons de carga positiva, o que resultará em um campo elétrico com direção ao exterior. Este campo irá atuar sobre os elétrons atrasando-os e sobre os íons acelerando-os. O resultado em balanço é que tanto íons quanto os elétrons fluem para fora na velocidade do som, {\displaystyle c_{s}={\sqrt {k_{B}T_{e}/m_{i}}}}, o que é muito menor que a velocidade térmica dos elétrons, mas normalmente muito maior que a a velocidade térmica dos íons.

## Difusão ambipolar em astrofísica
Em astrofísica, "difusão ambipolar" refere-se especificamente ao desacoplamento de partículas neutras de plasma na fase inicial de formação de estrelas. As partículas neutras neste caso são principalmente moléculas de hidrogênio na nuvem que sofrerá colapso gravitacional se não fosse colisionalmente acoplada ao plasma. O plasma é composto de íons (principalmente prótons) e elétrons, que são ligadas ao campo magnético interestelar e portanto resistem ao colapso. Em uma nuvem molecular onde a ionização fracional é muito baixa (uma parte por milhão ou menos), partículas neutras apenas raramente encontram partículas carregadas, e assim são não retardarão seu colapso em uma estrela.
O estudo da difusão ambipolar no processo de formação das estrelas tem implicação para cálculos das escalas de tempos envolvidas na sua formação.